# ایتور کانالی
اِیتور کانالی (پرتغالی: Heitor Canalli; ۳۱ مارس ۱۹۱۰ – ۲۱ ژوئیهٔ ۱۹۹۰) بازیکن فوتبال اهل برزیل بود.
از باشگاه‌هایی که در آن بازی کرده‌است می‌توان به باشگاه فوتبال تورینو، باشگاه فوتبال فلامینگو، و باشگاه فوتبال بوتافوگو اشاره کرد.
وی همچنین در تیم ملی فوتبال برزیل بازی کرده‌است.